# L'Odeur des fleurs des champs
Pour plus de détails, voir Fiche technique et Distribution.
L'Odeur des fleurs des champs (Miris poljskog cveca) est un film yougoslave réalisé par Srđan Karanović, sorti en 1977.

## Fiche technique
- Titre original : Miris poljskog cveca
- Titre français : L'Odeur des fleurs des champs
- Réalisation : Srđan Karanović
- Scénario : Rajko Grlić et Srđan Karanović
- Costumes : Danka Pavlovic
- Photographie : Živko Zalar
- Montage : Branka Ceperac
- Musique : Zoran Simjanović
- Pays d'origine : Yougoslavie
- Format : Couleurs - 35 mm - Mono
- Genre : drame
- Durée : 106 minutes
- Date de sortie :
  - Yougoslavie : 28 décembre 1977

## Distribution
- Ljuba Tadić : Ivan Vasiljevic
- Aleksandar Berček : Mali
- Olga Spiridonović : Desa
- Sonja Divac : Sonja
- Bogdan Diklić (sr) : le journaliste
- Gorica Popović : la journaliste
- Ljubomir Ćipranić : Tonac Djoka

## Distinctions

### Récompenses
- Festival de Cannes 1981 : prix FIPRESCI de la section Semaine de la critique
- Festival du film de Pula 1978 : meilleur réalisateur, meilleure photographie et meilleure musique